# Consolation-Maisonnettes
Consolation-Maisonnettes é uma comuna francesa na região administrativa de Borgonha-Franco-Condado, no departamento de Doubs. Estende-se por uma área de 4,31 km². Em 2010 a comuna tinha 36 habitantes (densidade: 8,4 hab./km²).